# Bayou Vista (Louisiana)
Bayou Vista is een plaats (census-designated place) in de Amerikaanse staat Louisiana, en valt bestuurlijk gezien onder St. Mary Parish.

## Demografie
Bij de volkstelling in 2000 werd het aantal inwoners vastgesteld op 4351.

## Geografie
Volgens het United States Census Bureau beslaat de plaats een oppervlakte van
5,0 km², waarvan 4,6 km² land en 0,4 km² water.

## Plaatsen in de nabije omgeving
De onderstaande figuur toont nabijgelegen plaatsen in een straal van 28 km rond Bayou Vista.